# Abdurrahman Dibra
Abdurrahman Dibra właśc. Abdurrahman Remzi (ur. 1885 w Dibrze, zm. w lutym 1961 w Tiranie) – albański polityk, minister spraw wewnętrznych w 1924 i w latach 1927–1928, minister edukacji (1929-1930), minister finansów (1933-1935), więzień polityczny.

## Życiorys
Syn urzędnika osmańskiego Elmaza Lami beja. Uczył się w Dibrze, w Monastirze, a następnie w wyższej szkole dla urzędników osmańskich Mekteb-i Mülkiye w Stambule. Szkołę ukończył w 1908, w tym samym roku rozpoczął pracę w ministerstwie spraw wewnętrznych i związał się z albańskim ruchem narodowym.
W latach 1910–1912 pełnił funkcje kajmakama w wilajecie bitolskim. W 1912 wrócił do Stambułu, a następnie pełnił urząd podprefekta w Atinie, Symelu i w Ordu. W latach 1918–1921 pełnił funkcję dyrektora w urzędzie miejskim Stambułu.
W 1923 przyjechał do Albanii. Z uwagi na swoją znajomość z Ahmedem Zogu, sięgającą czasów stambulskich szybko awansował w hierarchii politycznej państwa albańskiego. W latach 1921–1925 i 1928-1939 zasiadał w parlamencie albańskim. W latach 1925–1928 był senatorem. Dwukrotnie obejmował stanowisko ministra spraw wewnętrznych (1924, 1927-1928). W latach 30. obejmował także tekę ministra finansów i ministra edukacji. W tym czasie był wydawcą popularnego w Tiranie pisma Besa. W latach 30. był przeciwnikiem tworzenia kościoła unickiego w Albanii, we współpracy z Włochami.
W czasie inwazji włoskiej na Albanię w 1939 Dibra próbował stawiać opór na czele podległych mu ludzi. W konsekwencji majątek Dibry został skonfiskowany, a on sam mieszkał w Turcji, a następnie we Włoszech. Był internowany we Florencji. Po uwolnieniu w 1943 powrócił do Albanii i zaprzestał dalszej działalności politycznej.
W 1946 władze komunistyczne aresztowały syna Abdurrahmana Dibry, Qenana za współpracę ze środowiskami monarchistycznymi i prowadzenie działalności wywrotowej. W konsekwencji cała rodzina została internowana w okolicach Durrësu. W 1951 Abdurrahman Dibra został aresztowany przez funkcjonariuszy Sigurimi. Sąd Wojskowy w Elbasanie skazał go na 10 lat ciężkich robót za „prowadzenie antyludowej działalności w okresie rządów Zogu”. Karę odbywał w więzieniu w Burrelu, a następnie w Tiranie. W 1959 został uwolniony z więzienia, zmarł dwa lata później na udar mózgu.